# Nicolas Cami
Nicolas Cami, né le 16 janvier 1981 à Pau, est un ancien footballeur français qui évoluait au poste de milieu de terrain.

## Biographie
Formé aux Girondins de Bordeaux, il ne parvient pas à signer un contrat professionnel et s'engage pour le club de sa ville natale, le Pau FC, en 2002.
Après trois saisons disputées en National, il signe au FC Sète, fraîchement promu en Ligue 2. Titulaire au sein de l'équipe, il dispute 31 matchs en Ligue 2, mais le club ne parvient pas à se maintenir, et redescend à l'échelon inférieur. Nicolas Cami reste malgré tout au FC Sète une saison supplémentaire.
Lors de l'été 2007, Nicolas Cami découvre la Division 2 espagnole, grâce à son agent Claude Cauvy. À l'instar de nombreux compatriotes enrôlés par le même agent (notamment Steven Cohen, Johann Charpenet et Fabien Lamatina) il signe au Racing de Ferrol. Six Français figurent dans l'effectif cette année-là, dont Rudy Carlier. Bien qu'il réalise une saison pleine (40 matchs joués en championnat, avec un but inscrit contre Eibar), il ne peut empêcher la relégation du club en troisième division. Comme à Sète deux ans plus tôt, il reste toutefois fidèle au club.
En 2009, il quitte le monde professionnel et retournant au Pau FC, en CFA, ou il achève sa carrière fin 2013.